# Wentzwiller
Wentzwiller är en kommun i departementet Haut-Rhin i regionen Grand Est (tidigare regionen Alsace) i nordöstra Frankrike. Kommunen ligger i kantonen Huningue som tillhör arrondissementet Mulhouse. År 2022 hade Wentzwiller 781 invånare.

## Befolkningsutveckling
Antalet invånare i kommunen Wentzwiller
| Referens: INSEE |